# Manglares de arrecifes de Belice
La manglares de arrecifes de Belice (WWF ID: NT1406) son una ecorregión que cubre los hábitats de agua salobre y salada a lo largo de la costa de Belice con el Mar Caribe; pequeñas porciones de México y Guatemala también se encuentran en esta región. Los manglares están parcialmente protegidos del mar abierto por la Barrera del Arrecife de Belice. Hay una gran población del vulnerable manatí antillano (Trichechus manatus) en la zona. Esta ecorregión puede considerarse una subunidad de la ecorregión de los Manglares mesoamericanos del Golfo y el Caribe.

## Ubicación y descripción
Las unidades desconectadas de la ecorregión se extienden desde la frontera entre México y Belice en el norte, hasta labahía de Amatique en la costa sur de Guatemala. Existen diferentes tipos de manglares, dependiendo de las características del sitio: estuario fluvial (como el río Monkey), lagunas, atolones insulares y bosque costero. Técnicamente, Ciudad de Belice se encuentra en una zona de manglares.
Las islas cercanas a la costa que albergan manglares incluyen el Cayo Ambergris, la isla más grande de Belice, y los atolones de arrecifes de Banco Chinchorro y las Islas Turneffe.

## Clima
El clima de la ecorregión es clima tropical de sabana - invierno seco (clasificación climática de Köppen (Aw)). Este clima se caracteriza por temperaturas relativamente uniformes durante todo el año y una estación seca pronunciada. El mes más seco tiene menos de 60 milímetro (2,4 in) de precipitación, y es más seco que el mes promedio. Las precipitaciones oscilan entre 1,400 mm anualmente en el norte a más de 4,000 milímetro en el sur.

## Flora y fauna
Las especies de manglares comunes de la ecorregión son el mangle blanco (Laguncularia racemosa), el mangle rojo ( Rhizophora mangle) y el mangle negro (Avicennia germinans). También es característico de la zona, pero no específicamente de los manglares, el mangle botoncillo (Conocarpus erectus).
Los mamíferos de interés para la conservación incluyen el mono aullador negro (Alouatta caraya), la tortuga Hickatee (Dermatemys mawii), el tapir (Tapirus bairdii), el manatí antillano (Trichechus manatus) y el cocodrilo de Morelet (Crocodylus moreletii).

## Áreas protegidas
Las áreas protegidas de la ecorregión incluyen:
- Área de Gestión y Conservación de Shipstern, en el distrito de Corozal.
- Parque nacional y reserva marina Bacalar Chico, en la parte norte del Cayo Ambergris, en el distrito de Belice.
- Parque nacional de Payne's Creek, en el distrito de Toledo.
- Parque nacional Sarstoon Temash, en el distrito de Toledo.[6]